# Rose Dieng-Kuntz
Pour les articles homonymes, voir Kuntz.
Rose Dieng-Kuntz, née le 27 mars 1956 à Dakar et morte le 30 juin 2008 à Nice, est une scientifique sénégalaise spécialiste en intelligence artificielle.
En 1976, elle est la première femme d’Afrique noire à intégrer l'École polytechnique en France.[réf. souhaitée]

## Biographie

### Formation
Lycéenne à Dakar, Rose Dieng arrive en France après le bac pour étudier dans les classes préparatoires du lycée Fénelon à Paris. Elle intègre ainsi l'École polytechnique en 1976,.
Parallèlement à sa spécialisation à l'École nationale supérieure des télécommunications (aujourd'hui Télécom Paris), elle fait un DEA en informatique, puis soutient une thèse de doctorat à l'université Paris-Sud en informatique sur la spécification du parallélisme dans les programmes informatiques.

### Travaux
Elle travaille de 1985 à 2008 à l'INRIA sur le partage de connaissances sur le web, notamment dans les débuts du web sémantique. Elle y est la deuxième femme à piloter un programme de recherche,.

### Mort
Elle meurt en juin 2008 des suites d'une longue maladie. Son décès est largement médiatisé en France et au Sénégal. Valérie Pécresse, alors ministre de l'Enseignement supérieur et de la Recherche, exprime sa tristesse dans un communiqué, précisant que « la France et la science viennent de perdre un esprit visionnaire et un talent immense. »

## Distinctions et hommages
Elle reçoit le prix Irène-Joliot-Curie en 2005, et elle est nommée chevalier de la Légion d'honneur en 2006.
En 2013, son nom est donné à une rue dans le parc d'innovation de la Chantrerie au nord-est de Nantes, et à une place sur le campus de Paris-Saclay en 2017. En 2019, son nom est attribué à l'un des amphithéâtres des nouveaux locaux de Télécom Paris (où elle a poursuivi ses études après Polytechnique). Une annexe du lycée d'excellence Birago Diop au Golf Sud (Sénégal) porte son nom. Sur le campus de l'Université Paul Sabatier à Toulouse, le cours où se situe l'institut de recherche en informatique de Toulouse (IRIT) porte désormais son nom.
Le 7 juin 2023, le Conseil de Paris donne son nom à une voie nouvelle du 19e arrondissement de Paris : l'allée Rose-Dieng-Kuntz.

## Écrits (sélection)
- Méthodes et outils pour la gestion des connaissances, Rose Dieng, Olivier Corby, Alain Giboin, et al., Paris, Dunod, coll. « Informatiques », 2000  (ISBN 2-10-004574-1)
- (en) (dir., en collaboration avec Heinz Jürgen Müller), Computational conflicts : conflict modeling for distributed intelligent systems, 2000
- (en) Designing cooperative systems : the use of theories and models, 2000
- (en) (dir., en collaboration avec Nada Mata), Knowledge management and organizational memories, 2002
- (en) (dir., en collaboration avec Parisa Ghodous et Geilson Loureiro), Leading the Web in concurrent engineering : next generation concurrent engineering
- Actes de la Conférence TIA'07, 7e Conférence Terminologie et intelligence artificielle, 8-10 octobre 2007, Sophia Antipolis ; coordinatrices, Rose Dieng-Kuntz et Chantal Enguehard ; Grenoble, Presses universitaires de Grenoble, 2007  (ISBN 978-2-7061-1434-2)